# Indophthalmus
Indophthalmus är ett släkte av tvåvingar. Indophthalmus ingår i familjen fritflugor.
Kladogram enligt Catalogue of Life:
| Indophthalmus | \| \| Indophthalmus kolasibensis \| \| \| \| \| \| Indophthalmus trilineatus \| \| \| \| |
|               | \| \| Indophthalmus kolasibensis \| \| \| \| \| \| Indophthalmus trilineatus \| \| \| \| |
|               | Indophthalmus kolasibensis                                                               |
|               |                                                                                          |
|               | Indophthalmus trilineatus                                                                |
|               |                                                                                          |